# بی‌ام‌و آر۱۲۰۰جی‌اس
بی‌ام‌و آر۱۲۰۰جی‌اس (انگلیسی: BMW R1200GS) یک موتورسیکلت دوسیلندر ۱۱۷۰ سی‌سی آلمانی با قدرت ۱۲۳ اسب بخار و نهایت سرعت ۲۱۰ کیلومتر در ساعت محصول کمپانی ب‌ام‌و موتوراد در کلاس ادونچر است.

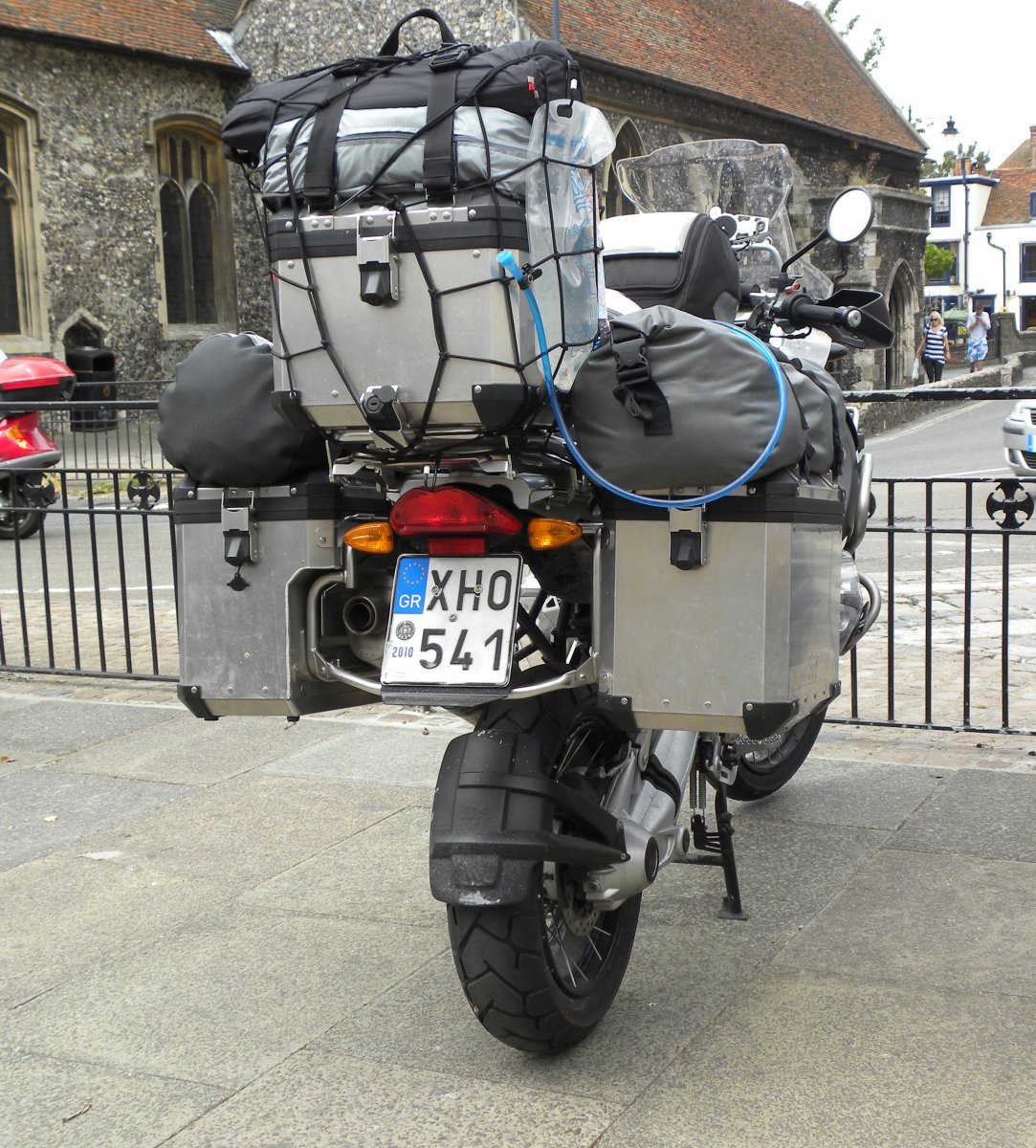
نمای عقب موتور

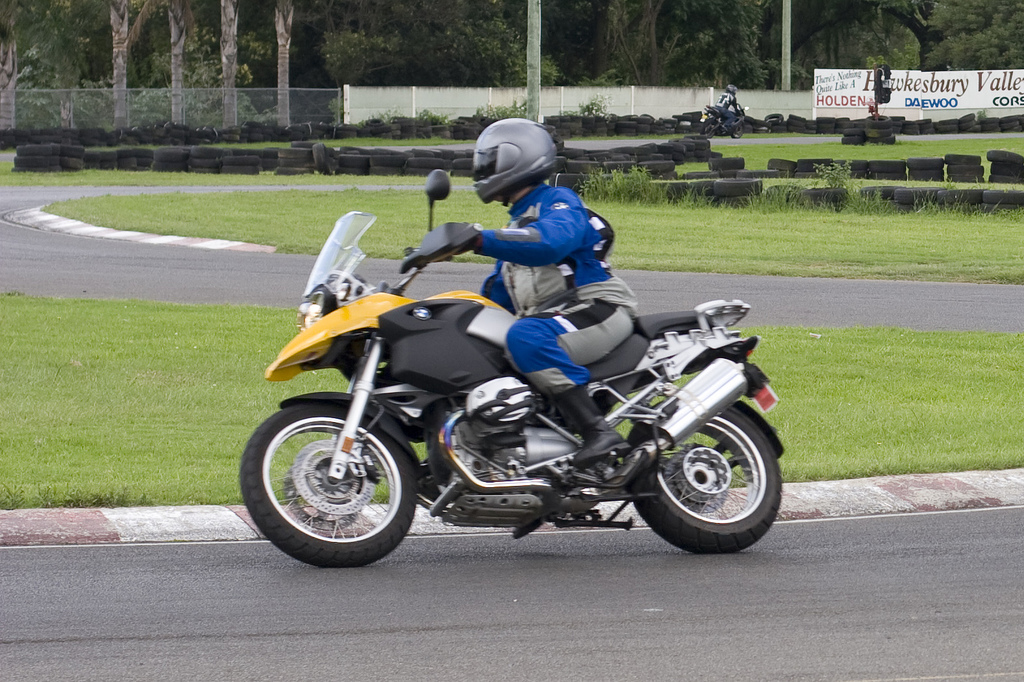
نمای جانبی موتور